# Suolojaure (Tärna socken, Lappland)
Suolojaure är en sjö i Storumans kommun i Lappland och ingår i Umeälvens huvudavrinningsområde. Sjön har en area på 0,0779 kvadratkilometer och ligger 731,6 meter över havet.

## Delavrinningsområde
Suolojaure ingår i det delavrinningsområde (726887-145380) som SMHI kallar för Utloppet av Abelvattnet. Medelhöjden är 750 meter över havet och ytan är 125,81 kvadratkilometer. Räknas de 33 avrinningsområdena uppströms in blir den ackumulerade arean 357,08 kvadratkilometer. Gejmån (Vuole-Gassasavon) som avvattnar avrinningsområdet har biflödesordning 2, vilket innebär att vattnet flödar genom totalt 2 vattendrag innan det når havet efter 383 kilometer. Avrinningsområdet består mestadels av skog (36 procent) och kalfjäll (36 procent). Avrinningsområdet har 33,78 kvadratkilometer vattenytor vilket ger det en sjöprocent på 26,8 procent.